# Siège de Vienne (1683)
Ne doit pas être confondu avec bataille de Vienne.
Pour les articles homonymes, voir Siège de Vienne (1529).
Deuxième guerre austro-turque
Batailles
- Vienne
- Párkány
- Vác
- Buda (1)
- Érsekújvár
- Eperjes (en)
- Kassa
- Buda (2)
- Pécs
- Mohács
- Crimée (1)
- Belgrade (1)
- Batočina (en)
- Crimée (2)
- Niš
- Zărnești
- Kačanik
- Mytilène (en)
- Belgrade (2)
- Slankamen
- Belgrade (3)
- Îles Inousses
- Chios
- Zeytinburnu
- Azov
- Lugos
- Andros (1)
- Ulaş
- Cenei (en)
- Andros (2) (en)
- Zenta
- Podhajce
- Samothrace

Le second siège de Vienne par l'Empire ottoman eut lieu du 14 juillet au 12 septembre 1683. Il ne doit pas être confondu avec le premier siège de Vienne de 1529, également par les Ottomans.
Il fut le point de départ de la guerre austro-turque de 1683-1699.

## Siège
La ville, fortifiée par l'ingénieur Georg Rimpler (en) et commandée par le comte Ernst-Rüdiger von Starhemberg, résista à plusieurs semaines de siège, qui fut levé à la suite de la bataille du Kahlenberg alors que la dernière ligne de défense de la ville était déjà directement menacée.
L'attaque ottomane se concentra sur les bastions Burg et Löbel, et le ravelin situé entre ceux-ci. Ces ouvrages furent en partie détruits et occupés par les Turcs, et la courtine minée plusieurs fois. Les dernières attaques ottomanes furent cependant repoussées avant que la courtine ne fût totalement détruite. L'arrivée, le 12 septembre, de Jean III Sobieski avec ses troupes polonaises de 81 000 hommes permet d'enfoncer les lignes turques fortes de 130 000 hommes. La bataille du Kahlenberg met fin au siège et sauve la ville. 
C'est pendant le siège de la ville qu'y mourut le compositeur et organiste de l'Empereur, Alessandro Poglietti.

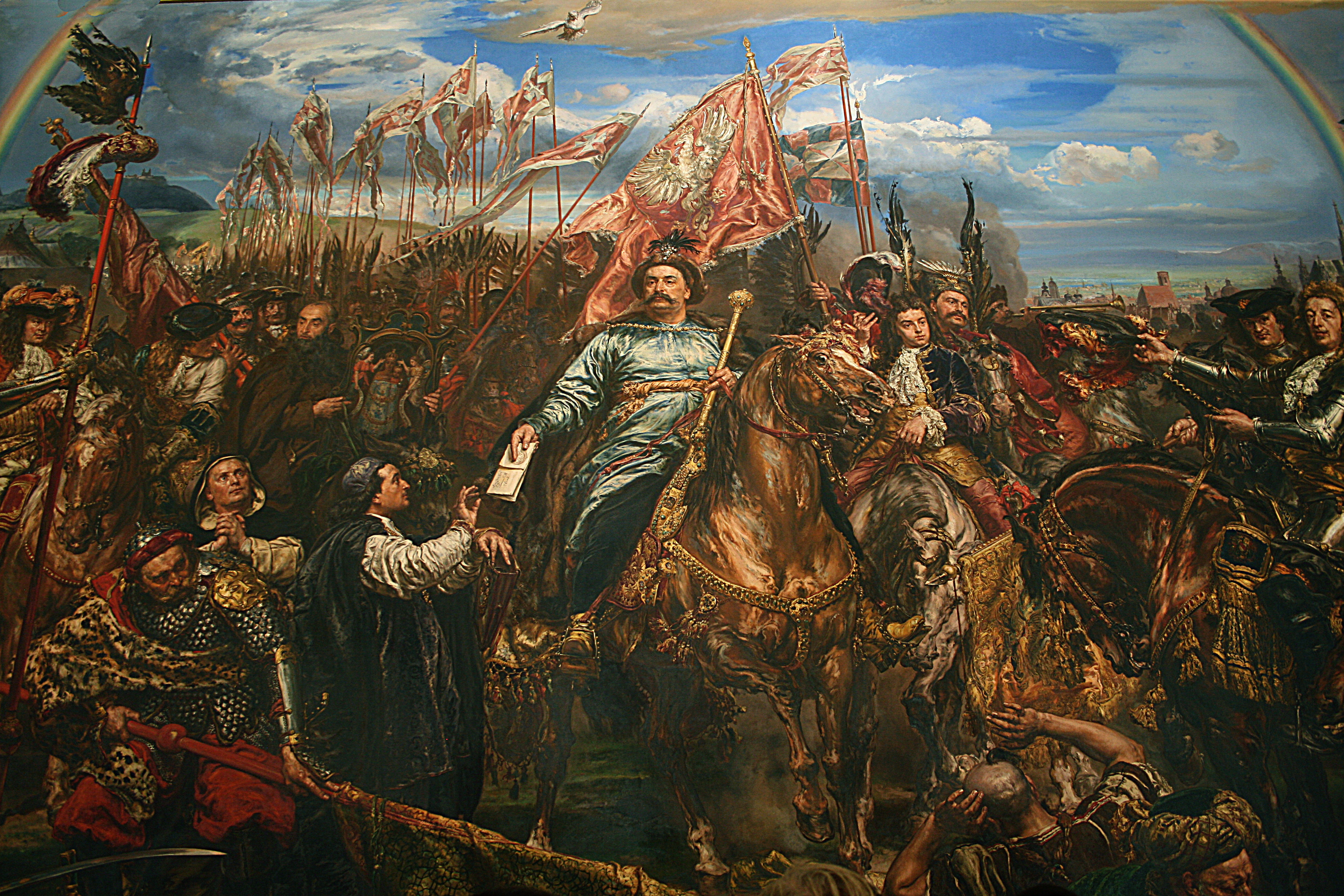
Jean III Sobieski repoussant les Turcs au siège de Vienne. Tableau monumental de Jan Matejko exposé dans une salle du musée du Vatican consacrée à cet événement.
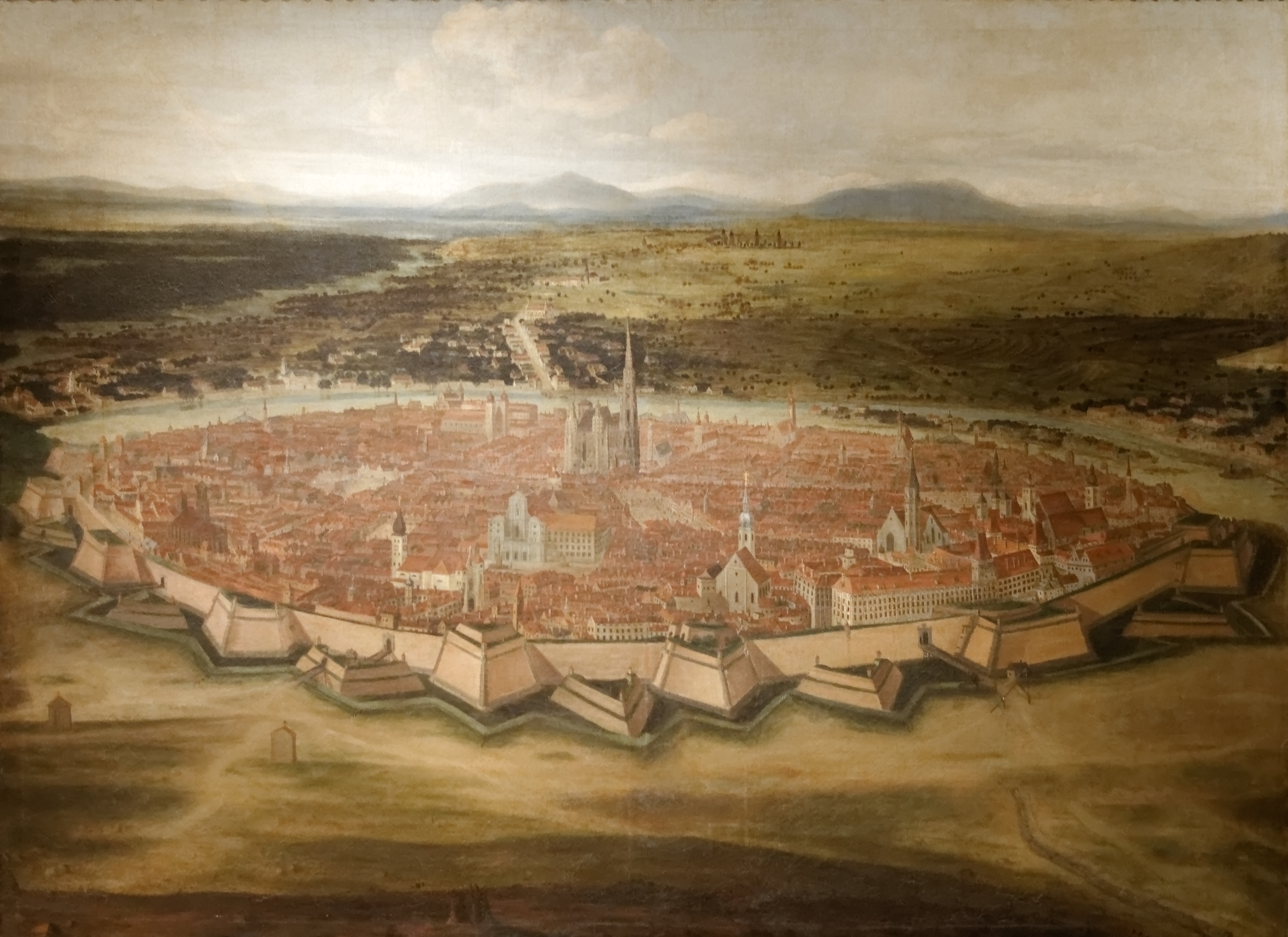
Vue de Vienne avec son enceinte depuis Josefstadt, 1690
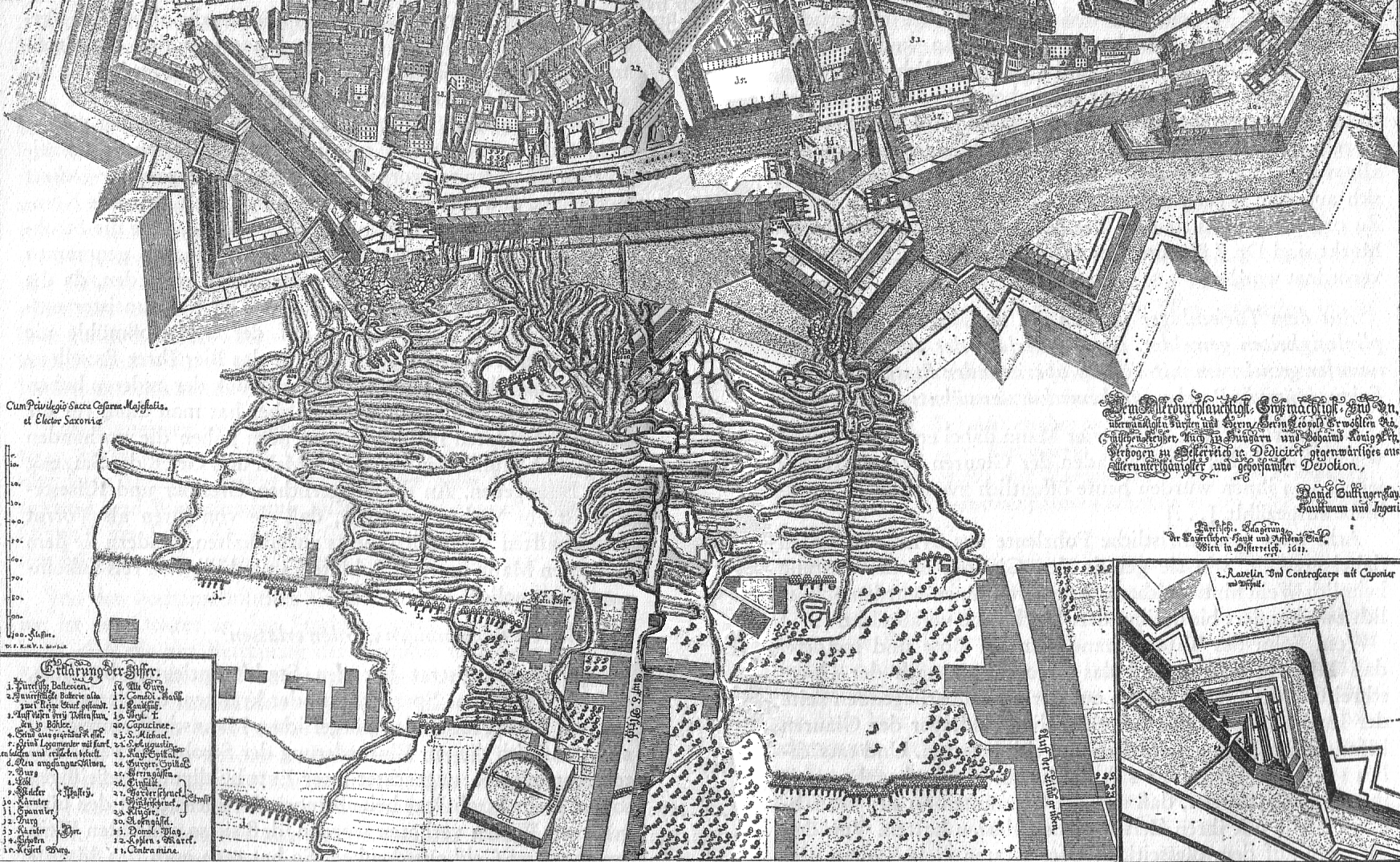
Détail des tranchées de sape

## Conséquences
L'échec du siège de Vienne mettra fin aux ambitions ottomanes en Europe occidentale. De plus, la déroute de l'armée ottomane permit aux Autrichiens la conquête de la Hongrie et de la Transylvanie.

## Dans l'art et la littérature

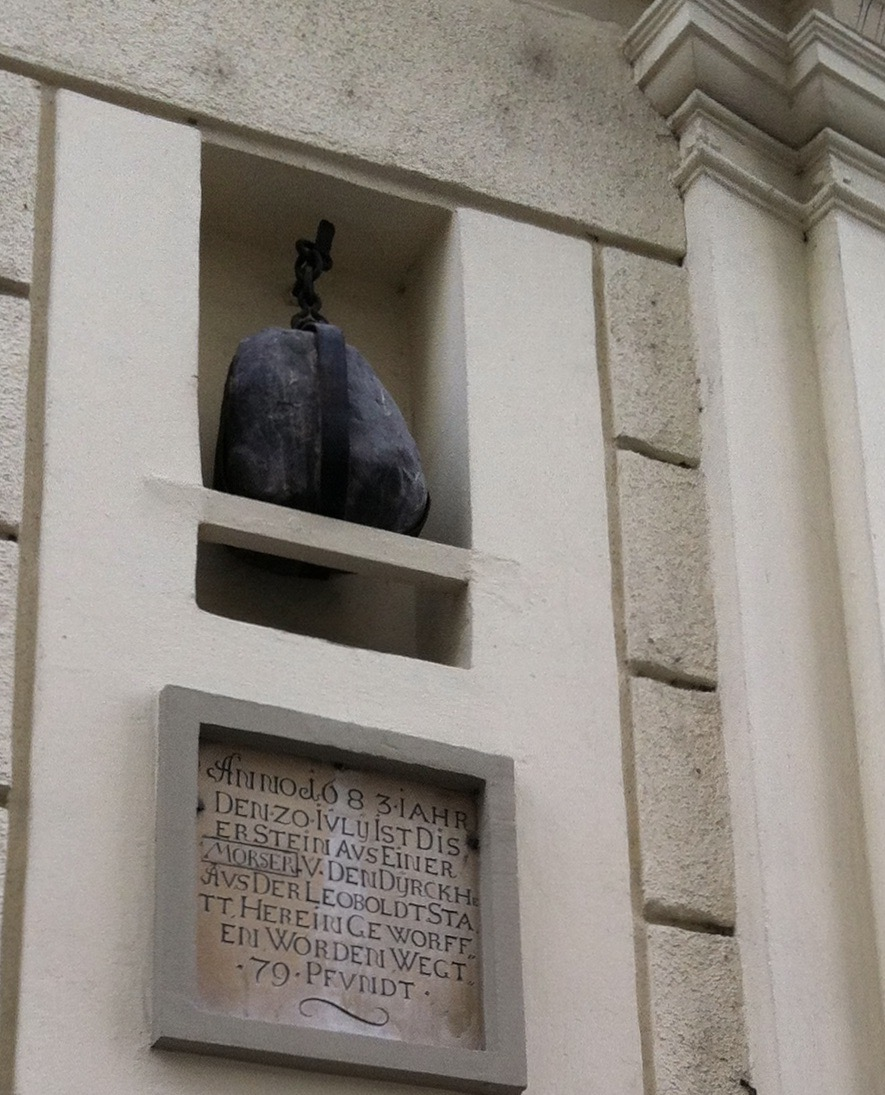
Reste d'un boulet turc, enserré sur un mur de la Sterngasse, en commémoration du siège

### Littérature
Le siège est raconté dans Les Européens, pièce du dramaturge anglais Howard Barker.
Patrick Leigh Fermor l'évoque dans Dans la nuit et le vent, en imaginant si les Turcs l'avaient emporté et avaient continué leur progression vers l'ouest que la cathédrale Saint-Paul ait des minarets au lieu de clochers. 

### Musique
Le groupe Sabaton parle de l'arrivée des Polonais pendant le siège de la ville dans sa chanson : Winged Hussars.